# Anna Cleaver
Anna Cleaver (* 1982) ist eine ehemalige Triathletin aus Neuseeland. Sie wird in der Bestenliste neuseeländischer Triathletinnen auf der Ironman-Distanz geführt.

## Werdegang
Anna Cleaver war als Schwimmerin aktiv, erreichte mehrere nationale und internationale Erfolge und startete für Neuseeland bei den Weltmeisterschaften.
Sie betreibt Triathlon seit 2010.
Im März 2013 startete sie beim Ironman Melbourne erstmals auf der Triathlon-Langdistanz (3,86 km Schwimmen, 180,2 km Radfahren und 42,195 km Laufen) und sie erreichte den siebten Rang.
Anna Cleaver lebt heute in den Vereinigten Staaten in Greenville. Seit März 2016 tritt sie nicht mehr international in Erscheinung.
Im März 2018 heiratete sie Michael Hiscock.

## Sportliche Erfolge
| Datum/Jahr    | Rang | Wettbewerb                                           | Austragungsort     | Zeit     | Bemerkung                             |
| ------------- | ---- | ---------------------------------------------------- | ------------------ | -------- | ------------------------------------- |
| 9. Jan. 2016  | DNF  | NZL Middle Distance Triathlon National Championships | Maungauika         | –        |                                       |
| 6. Juni 2015  | 1    | Mach Tenn Triathlon                                  | Vereinigte Staaten | 01:20:18 | [ 2 ]                                 |
| 13. Apr. 2014 | 11   | Ironman 70.3 New Orleans                             | New Orleans        | 04:37:12 |                                       |
| 13. Juli 2013 | 14   | Ironman 70.3 Muncie                                  | Muncie             | 04:43:16 |                                       |
| 16. Dez. 2012 | 2    | Ironman 70.3 Canberra                                | Canberra           | 04:10:35 | Zweite hinter Annabel Luxford         |
| 30. Sep. 2012 | 4    | Ironman 70.3 Augusta                                 | Augusta            | 04:22:55 |                                       |
| 24. Juni 2012 | 3    | 5150 New Orleans                                     | New Orleans        | 02:15:52 | [ 3 ]                                 |
| 9. Juli 2011  | 3    | 5150 Zürich                                          | Zürich             |          | [ 4 ]                                 |
| 22. Juni 2011 | 2    | 5150 Liverpool                                       | Liverpool          |          |                                       |
| 9. Apr. 2011  | 49   | ITU Triathlon World Championship Series 2011         | Sydney             | 02:06:36 | Auftaktveranstaltung der neuen Saison |
| 8. Jan. 2011  | 2    | Port of Tauranga Half Ironman                        | Tauranga           |          |                                       |
| 21. März 2010 | 5    | Ironman 70.3 Singapore                               | Singapur           | 04:34:57 | erster Start auf der Mitteldistanz    |

| Datum/Jahr    | Rang | Wettbewerb          | Austragungsort | Zeit     | Bemerkung                                                                                             |
| ------------- | ---- | ------------------- | -------------- | -------- | --- |
| 28. Sep. 2014 | 5    | Ironman Chattanooga | Chattanooga    | 09:24:12 | Fünfte bei der Erstaustragung in Tennessee – mit persönlicher Ironman-Bestzeit                        |
| 27. Juli 2014 | 5    | Ironman Canada      | Penticton      | 10:05:23 | |
| 1. März 2014  | DNF  | Ironman New Zealand | Taupō          | –        | |
| 24. März 2013 | 7    | Ironman Melbourne   | Melbourne      | 08:40:45 | Die Schwimmdistanz musste aufgrund der Witterungsverhältnisse auf verkürztem Kurs ausgetragen werden. |

(DNF – Did Not Finish)